# Wilhelm Grewe
Wilhelm Georg Grewe (Hamburg, 16 oktober 1911 - Bonn, 11 januari 2000) was een Duitse diplomaat en volkenrechtsgeleerde.
Hij heeft gewerkt als hoofd van de juridische afdeling in het Duitse Bondsministerie voor Buitenlandse Zaken. Ook was hij ambassadeur in Washington en Tokio. Als ambtenaar op het ministerie was hij de bedenker van de Hallsteindoctrine, volgens welke de Bondsrepubliek geen diplomatieke betrekkingen aan zou gaan met landen die de DDR erkenden.
Als volkenrechtsgeleerde is Grewe vooral bekend vanwege zijn boek Epochen der Völkerrechtsgeschichte (1984), een van de standaardwerken op het gebied van de volkenrechtsgeschiedenis. Ook publiceerde hij in vier banden een verzameling van de belangrijkste volkenrechtelijke verdragen onder de titel Fontes Historiae Iuris Gentium.